# ميخائيل آر. وايت
ميخائيل آر. وايت (بالإنجليزية: Michael R. White)‏ هو سياسي أمريكي، ولد في 13 أغسطس 1951 بكليفلاند في الولايات المتحدة. حزبياً، نشط في الحزب الديمقراطي. انتخب Mayor of Cleveland ‏.